# 山本邦之助
山本 邦之助（やまもと くにのすけ、1869年12月15日（明治2年11月13日） - 1955年（昭和30年）12月23日）は、東京キリスト教青年会（YMCA）の第2代目総主事である。

## 経歴
1869年（明治2年）島根県に生まれる。東京高等商業学校（現一橋大学）卒業後に、地元の村役場、三井銀行（現三井住友銀行）などで勤めた後、日本郵船に入社する。1902年（明治35年）に統計課長に就任した頃、V・W・ヘルムの指導する日本郵船内の聖書研究会の影響で、銀座教会で洗礼を受ける。
1905年（明治38年）に東京YMCAの第2代目の主事になる。1923年（大正12年）の関東大震災の復興を終えるまで務めた。1924年（大正13年）に青山学院高等学部商科長に就任する。1928年（昭和3年）にはペルーに移住する。ワラル繰綿工業会社を設立し、日本ペルー協会の顧問も務める。1939年（昭和14年）病気で日本に帰国する。

## 著書
- 『新式商業簿記全書』（田村八二共著、1893）
- 『英文組立商業通信』（1898）
- 『慰安の福音』（1905）
- 『世間の求むる理想的店員』（1916）
- 『平沢均治君を憶ふ』（1922）
- 『南米諸国貿易状況調査報告書』（1927）
- 『南米秘露国の事情と日本人の現状』（1937）
- 『一年間の回顧』（1938）
- 『南十字を望美て』（1939）
- 『禿翁百話』（1951）